# Parahyliota siamensis
Parahyliota siamensis es una especie de coleóptero de la familia Silvanidae.

## Distribución geográfica
Habita en Asia.